# 1458 en Angleterre
Chronologie de l'Angleterre
- 1454
- 1455
- 1456
- 1457
- 1458
- 1459
- 1460
- 1461
- 1462

Cette page concerne l'année 1458 du calendrier julien.

## Naissances en 1458
- Date inconnue : 
  - Thomas Docwra, prieur hospitalier
  - Catherine Woodville, duchesse de Buckingham

## Décès en 1458
- 5 janvier : Thomas Dacre, 6e baron Dacre
- 25 janvier : John Dinham, chevalier
- 3 février : Thomas de Courtenay, 13e comte de Devon
- 18 février : Thomas Burton, évêque de Sodor et Man
- 13 mars: Thomas Gascoigne, théologien
- 7 juillet : John Acclom, member of Parliament pour Scarborough
- 10 août : William Burley, speaker de la Chambre des communes
- 15 octobre : Thomas Rempston, soldat
- Date inconnue :
  - John Shillingford, member of Parliament pour Exeter
  - William Walesby, chanoine de Windsor